# Stephen Oliver (actor)
Stephen Oliver Welzig (Philadelphia, 29 de noviembre de 1941 – Big Bear City, California, 5 de marzo de 2008), conocido como Stephen Oliver, fue un actor estadounidense. Oliver fue conocido con el papel de Lee Webber en la serie de televisión Peyton Place de 1966 a 1968. Posteriormente interpretaría a Tom Hudson en los primeros episodios de Bracken's World (1970). También apareció en series como Starsky and Hutch, CHiPs, The Streets of San Francisco y en películas como Motorpsycho! (1965), Angels from Hell (1968), Werewolves on Wheels (1971) y Cycle Psycho (1973).  
Oliver se casó tres veces: Lana Wood (1966), Andrea Cyril y Anna Geirstottir. 

## Filmografía
En el cine
- 1965 - Motorpsycho! como Brahmin
- 1968 - Angels from Hell como Speed
- 1971 - Werewolves on Wheels como Adam
- 1973 - The Bloody Slaying of Sarah Ridelander como Chelsea Miller
- 1975 - Fugitive Lovers como Blue Schuyler
- 1977 - The Van como Dugan
- 1978 - Malibu Beach como Dugan

En la televisión
- 1966-1968 - Peyton Place como Lee Webber (143 episodios)
- 1972-1976 - The Streets of San Francisco como Shandy / Mark Dillon / Bret Wilson
- 1969-1970 - Bracken's World as Tom Hudson (26 episodios)
- 1970 - The Immortal como Nat King
- 1977 - Code R como Jacobson